# صوفيا جاتيكا
صوفيا جاتيكا (مولودة في 1976) ناشطة بيئية من الأرجنتين، توفيت ابنتها الصغيرة صوفيا بعد ثلاثة أيام فقط من ولادتها من الفشل الكلوي، والذي من المحتمل أن يكون بسبب التعرض لمبيدات الآفات. حصلت على جائزة جولدمان للبيئة في عام 2012، عن حربها ضد استخدام مبيدات الآفات السامة المستخدمة في الزراعة في الأرجنتين، ولا سيما العوامل التي تحتوي على الغليفوسات والإندوسلفان. في نوفمبر 2013 تم تهديدها بالقتل تحت تهديد السلاح والضرب على أيدي رجال مجهولين.

## الأنشطة
في سبتمبر 2012 عُقد اجتماع بين وزير الزراعة في ولاية راينلاند بالاتينات أولريك هوفكين وجاتيكا. وقد تمت الدعوة بشكل مشترك إلى ضرورة إعادة فحص مبيد الآفات غليفوسات في جميع أنحاء العالم وأن إعادة التقييم العلمي للمادة يجب أن يطلبها باحثون مستقلون.
في عام 2013 شنت جاتيكا حملة في مقاطعة قرطبة وسط الأرجنتين ضد بناء مصنع كبير لمعالجة بذور الذرة لصالح مجموعة مونسانتو. في سبتمبر 2013 على سبيل المثال نظموا حصارًا للطريق المؤدي إلى مصنع البذور المخطط له، حيث تم إيقاف أعمال البناء. في 10 فبراير 2014 أدى هذا الإجراء الذي استمر أكثر من خمسة أشهر إلى عدم اعتماد تقييم الأثر البيئي المقدم من شركة مونسانتو للمصنع الجديد من قبل اللجنة الفنية التابعة لوزارة البيئة. في أغسطس 2016 أخبر موظف في شركة مونسانتو صحيفة آي بروفيشنال أن الشركة تنسحب من هذا المشروع. كانت الأسباب التي ذكرها هي التطورات الاقتصادية وآثار الاحتجاجات الطويلة الأمد من قبل السكان. وعلق جاتيكا: «إذا تحركت المقاومة من أسفل، فسوف تسقط من فوقهم».